# Kei Chinen
Kei Chinen (født 17. marts 1995) er en japansk fodboldspiller.
Han har spillet for flere forskellige klubber i sin karriere, herunder Kawasaki Frontale.